# اوستروه
اوستروه (به روسی: Острог) شهری در استان ریونه در کشور اوکراین واقع شده‌است. جمعیت این شهر ۱۵,۱۹۵ نفر (۲۰۲۱ تخمینی) است.

## نگارخانه

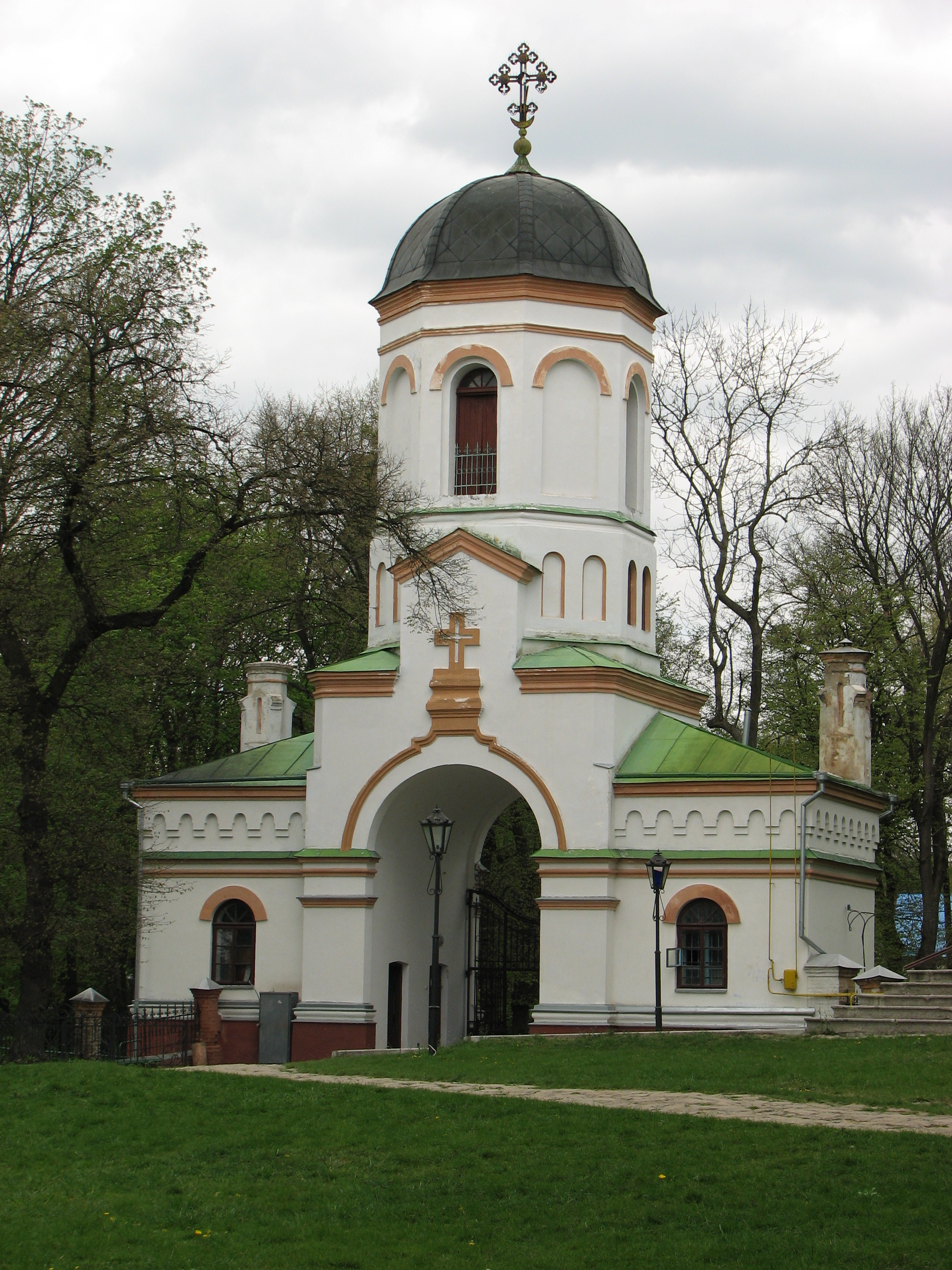
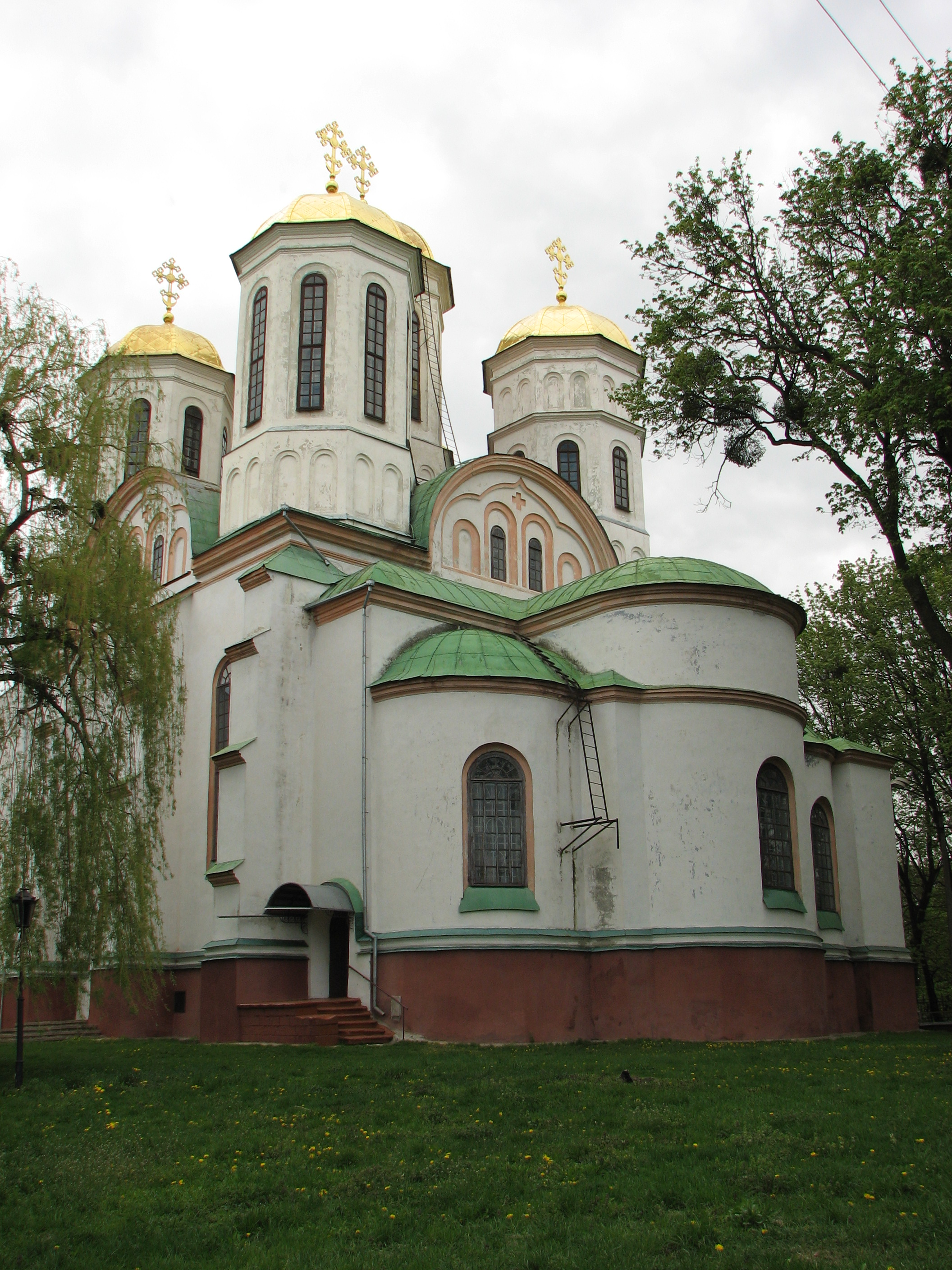
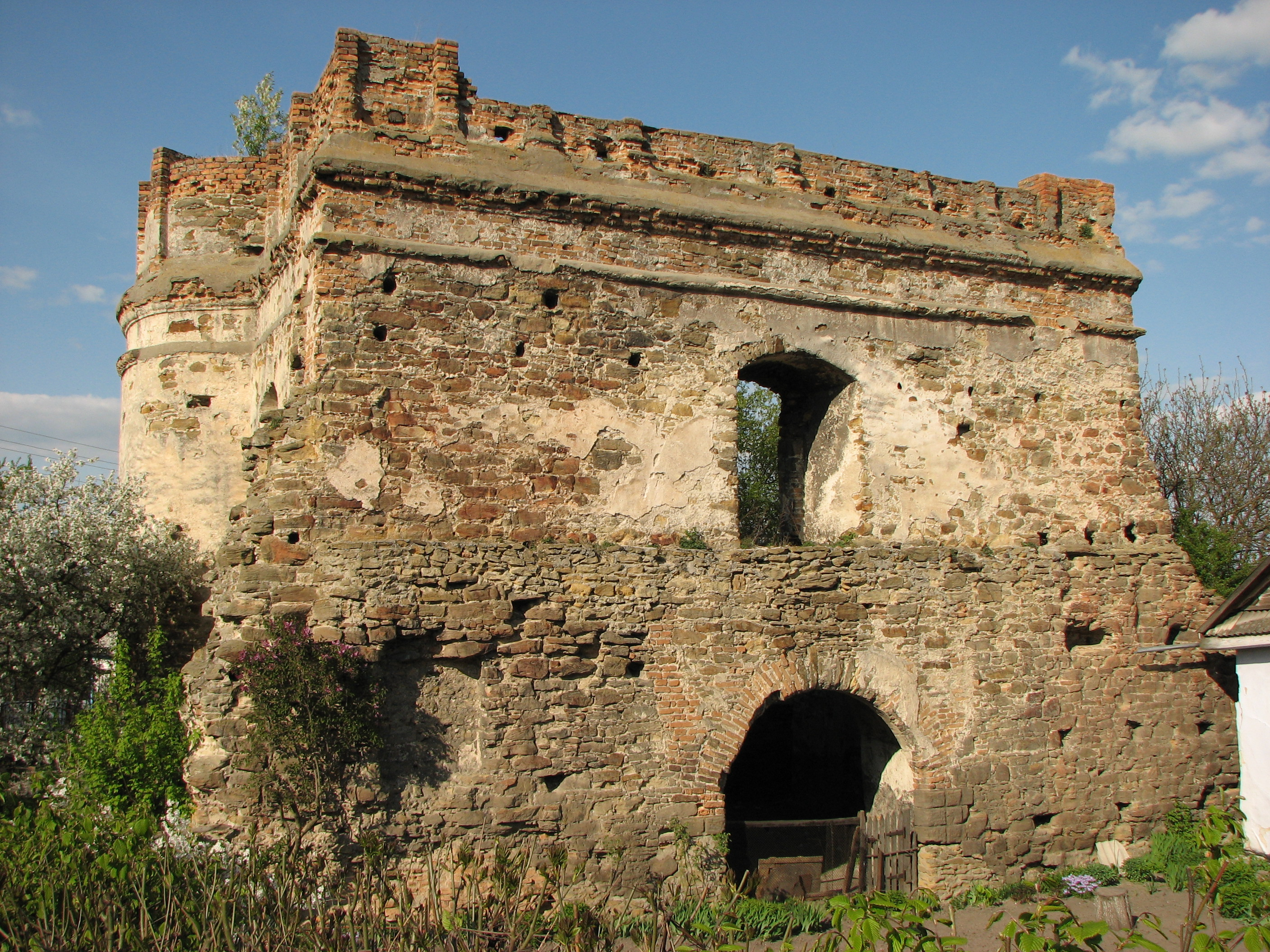
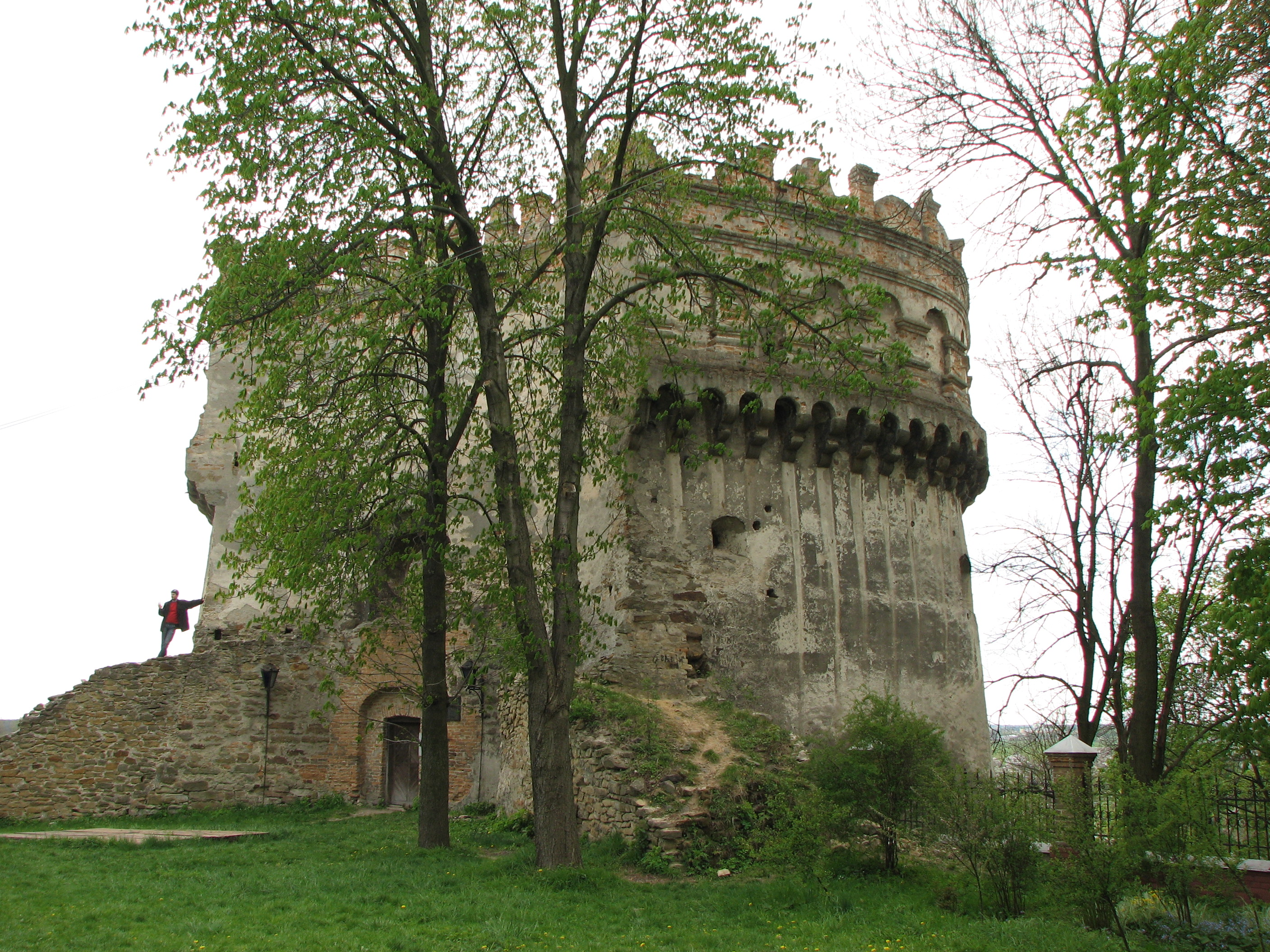
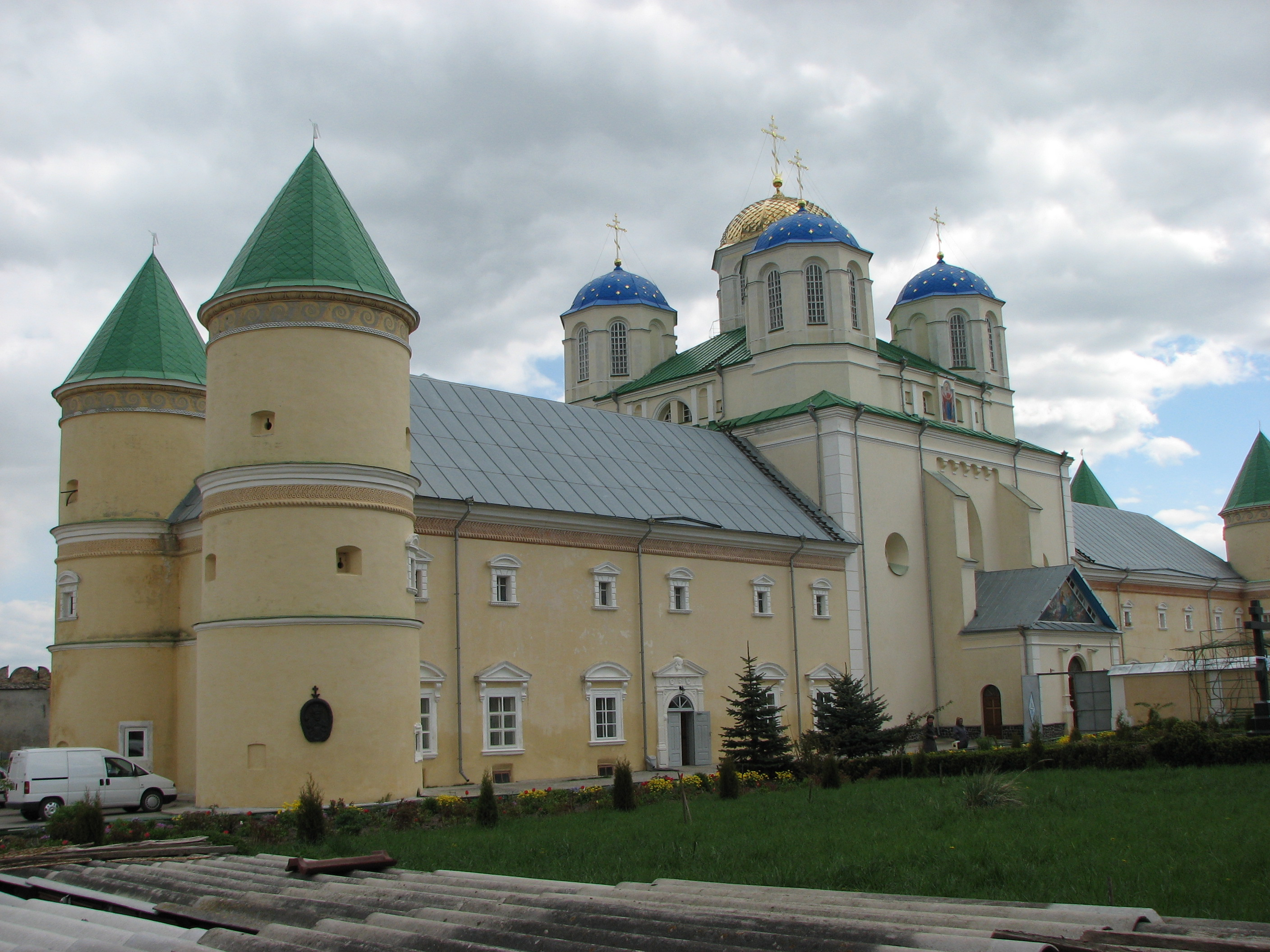